# Těšetice (okres Znojmo)
Těšetice (německy Töstitz) jsou obec v okrese Znojmo v Jihomoravském kraji. Žije zde 621 obyvatel.

## Historie
První písemná zmínka o obci pochází z roku 1260.

## Obyvatelstvo
| Rok            | 1869 | 1880 | 1890 | 1900 | 1910 | 1921 | 1930 | 1950 | 1961 | 1970 | 1980 | 1991 | 2001 | 2011 | 2021 |
| -------------- | ---- | ---- | ---- | ---- | ---- | ---- | ---- | ---- | ---- | ---- | ---- | ---- | ---- | ---- | ---- |
| Počet obyvatel | 409  | 447  | 516  | 498  | 505  | 557  | 594  | 427  | 492  | 520  | 502  | 434  | 479  | 524  | 568  |
| Počet domů     | 78   | 79   | 89   | 91   | 108  | 116  | 139  | 118  | 107  | 119  | 125  | 145  | 156  | 172  | 199  |

## Obecní správa

### Obecní symboly
Znak a vlajka byly obci uděleny rozhodnutím předsedy Poslanecké sněmovny Parlamentu České republiky dne 16. července 2014.

## Pamětihodnosti
- Kostel Nejsvětější Trojice
- Dvojice výklenkových kapliček - jedna zrekonstruována [8], druhá zničena a odstraněna [9]

## Galerie

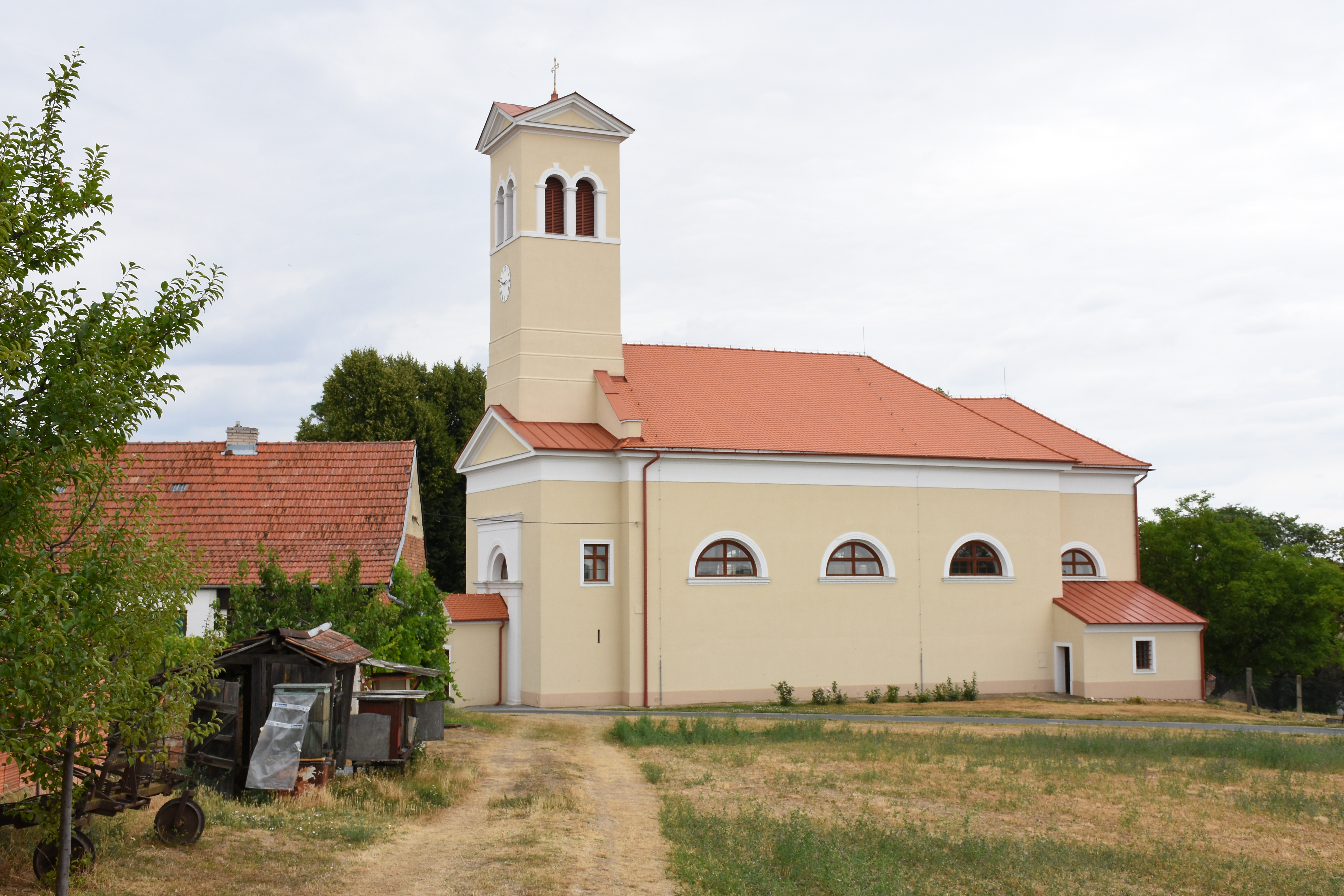
Kostel Nejsvětější Trojice
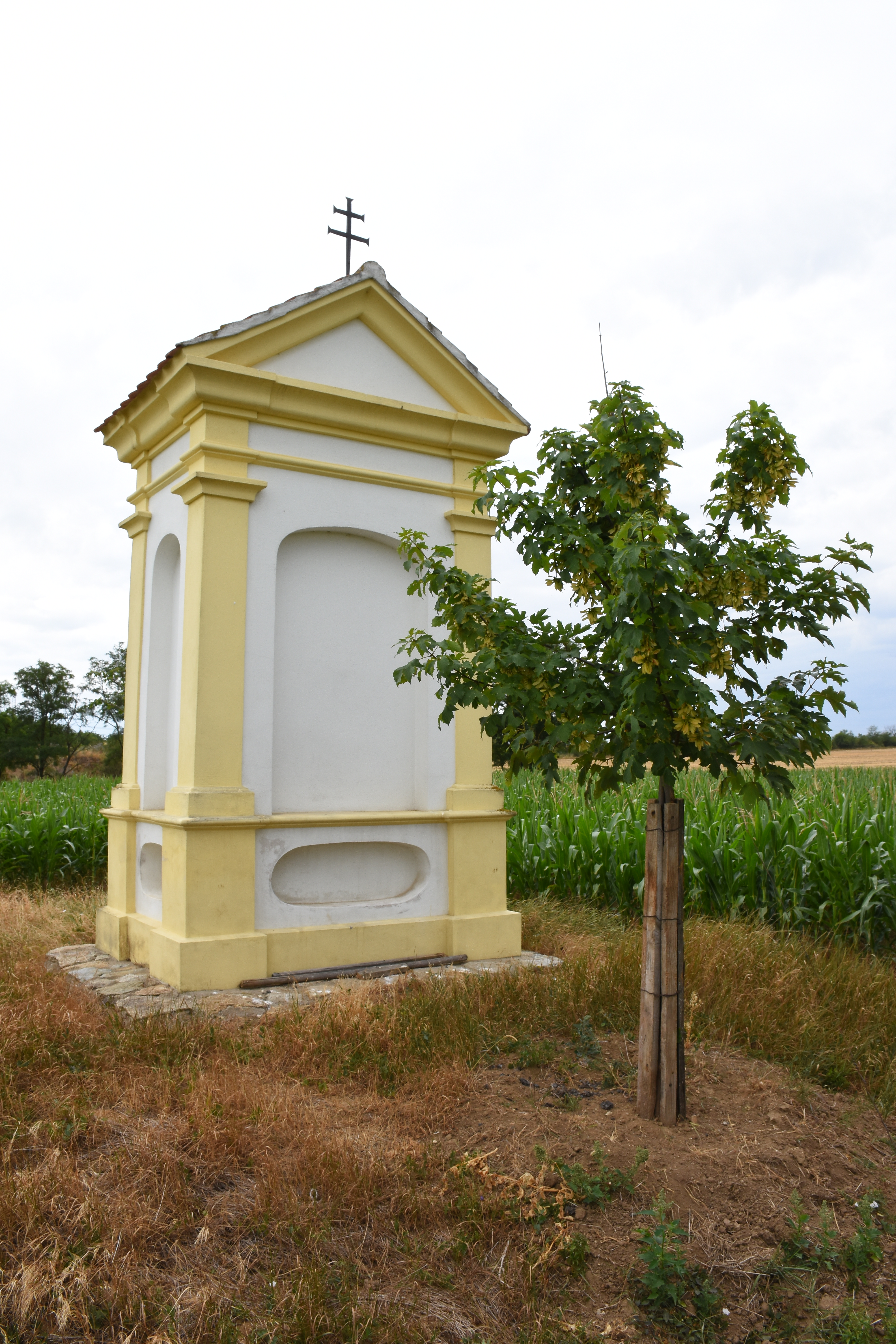
Výklenková kaplička
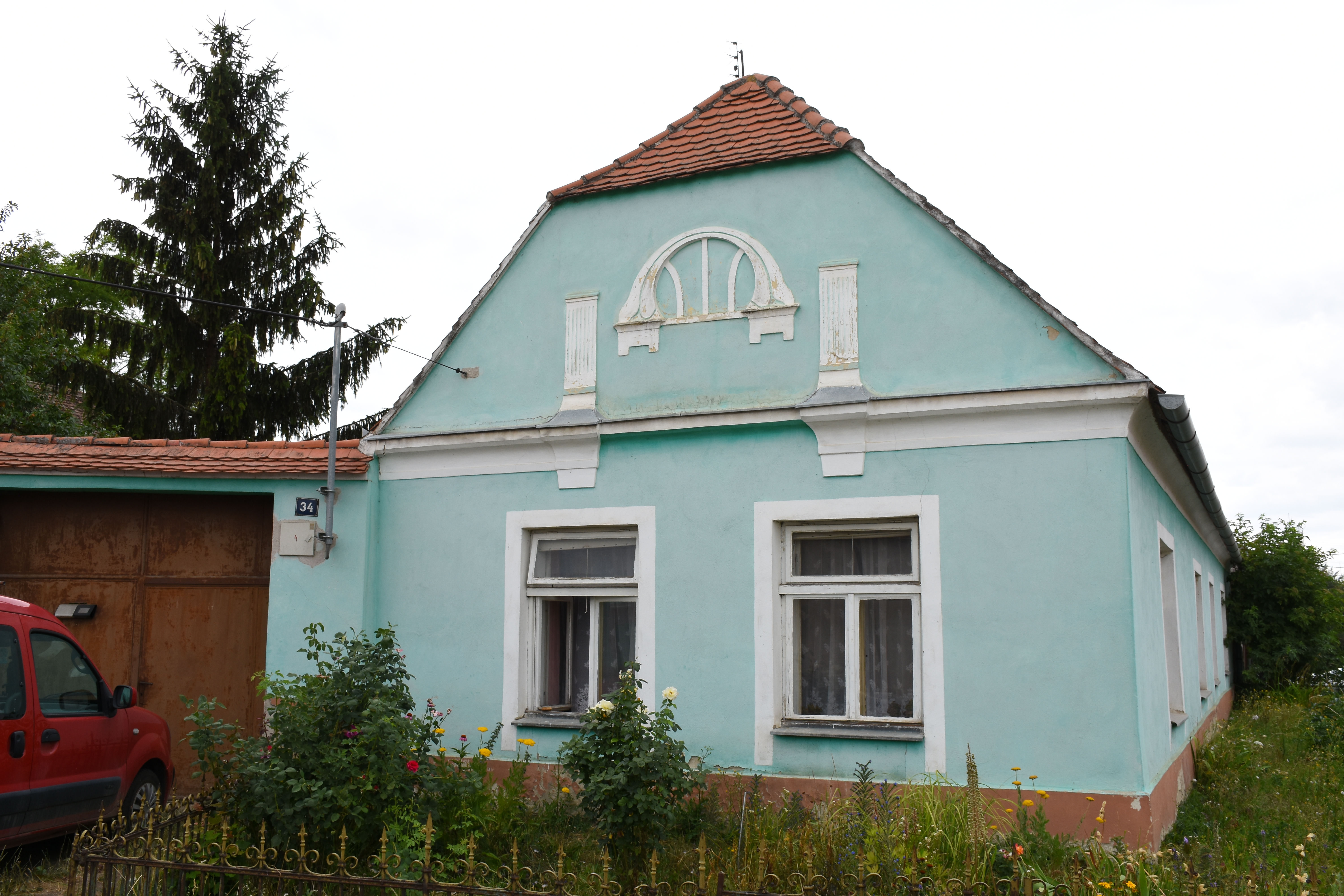
Dům č. p. 34
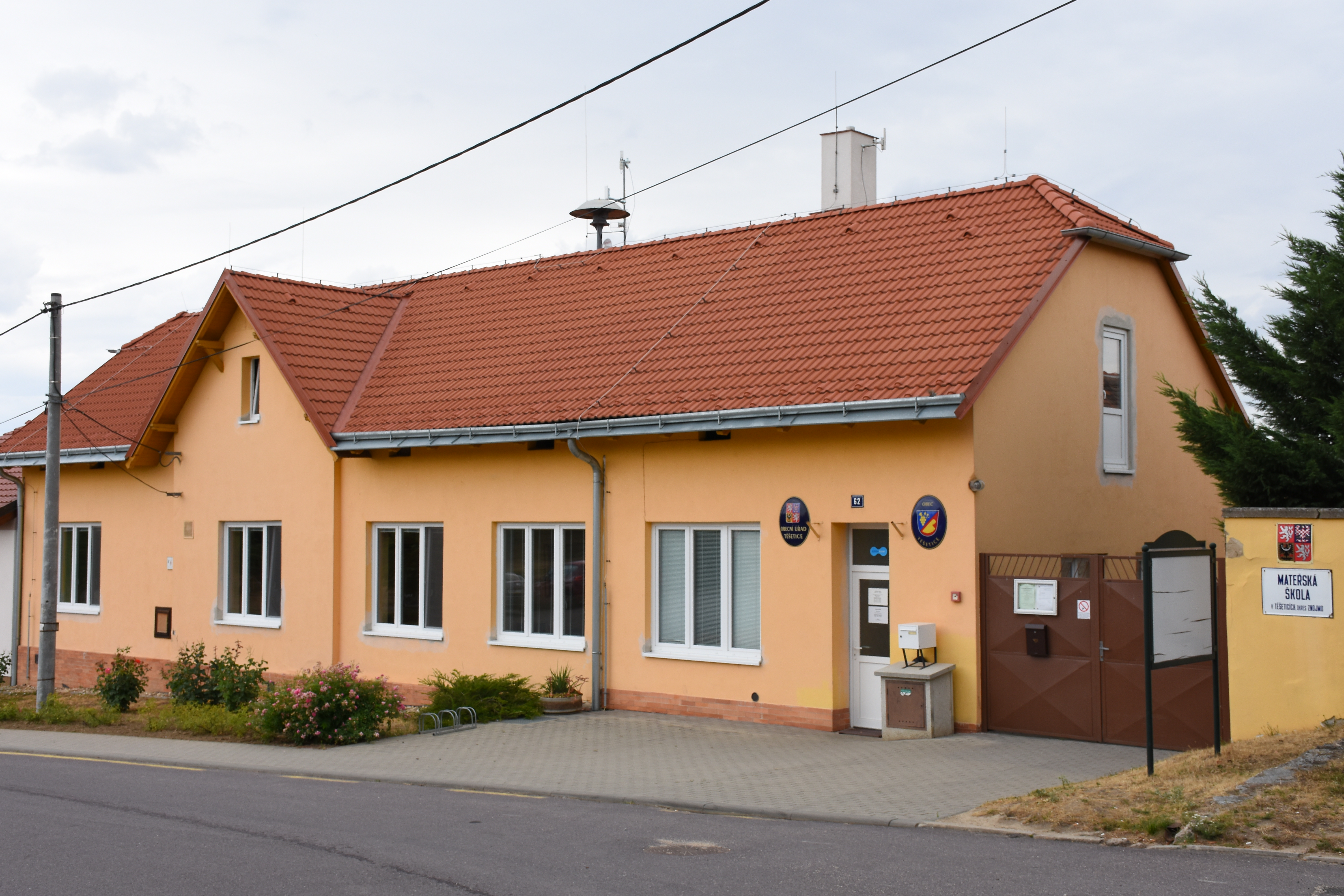
Obecní úřad
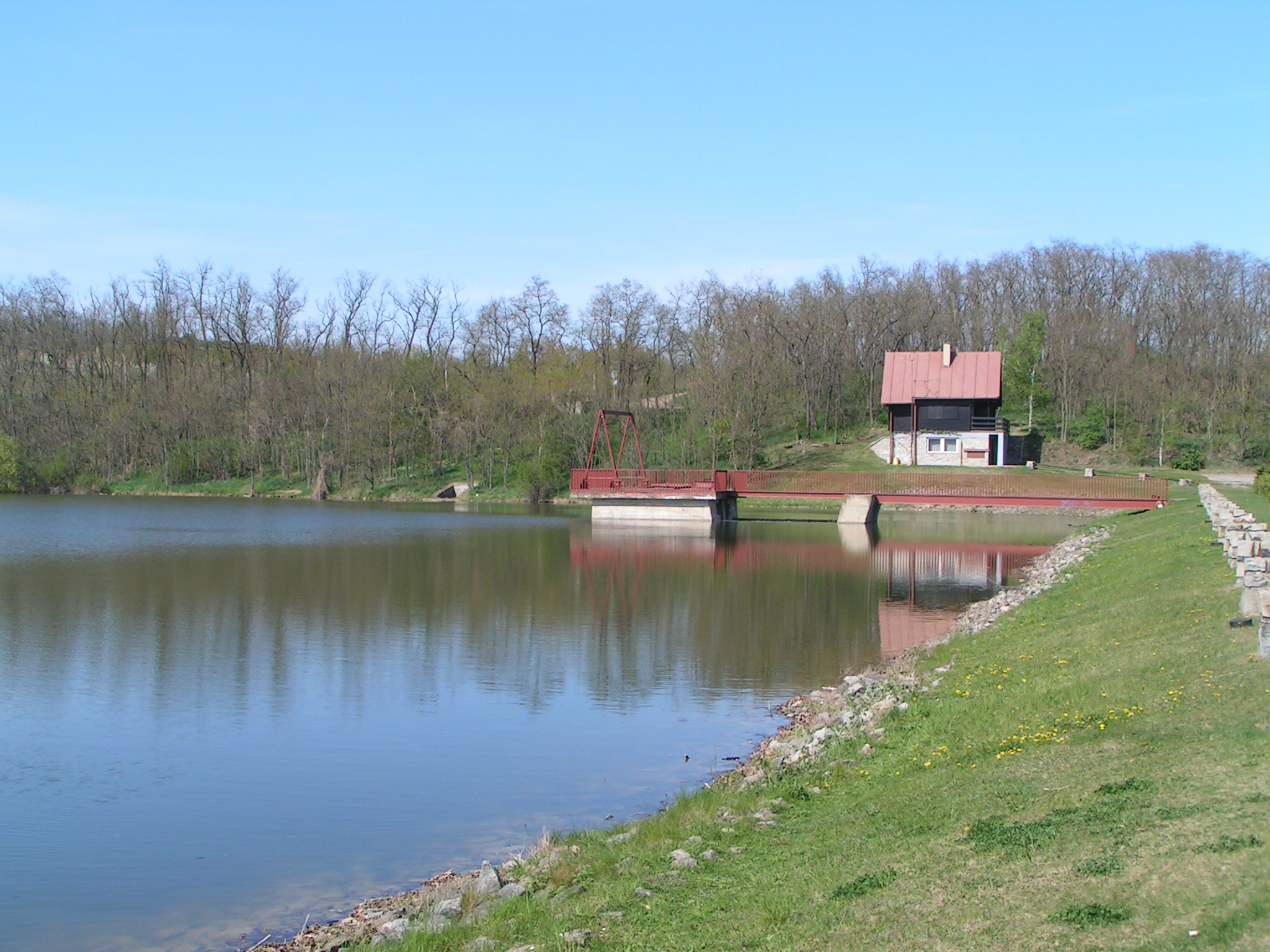
Přehrada